# Ala Miliaria
Ala Miliaria (łac. Diocesis Alamiliarensis) – stolica historycznej diecezji w Cesarstwie rzymskim w prowincji Mauretania Cezarensis, zlikwidowana w VII w. podczas ekspansji islamskiej, współcześnie w północnej Algierii. Obecnie katolickie biskupstwo tytularne.  

## Biskupi tytularni
| Lp. | Biskup          | Funkcja                              | Od             | Do               |
| --- | --------------- | ------------------------------------ | -------------- | ---------------- |
| 1   | Nicola Laudadio | emerytowany biskup Galle (Sri Lanka) | 26 maja 1964   | 1 kwietnia 1969  |
| 2   | Antoni Adamiuk  | biskup pomocniczy opolski            | 6 czerwca 1970 | 25 stycznia 2000 |
| 3   | Rainer Klug     | biskup pomocniczy Fryburga (Niemcy)  | 23 maja 2000   |                  |